# Kleinpolnisch

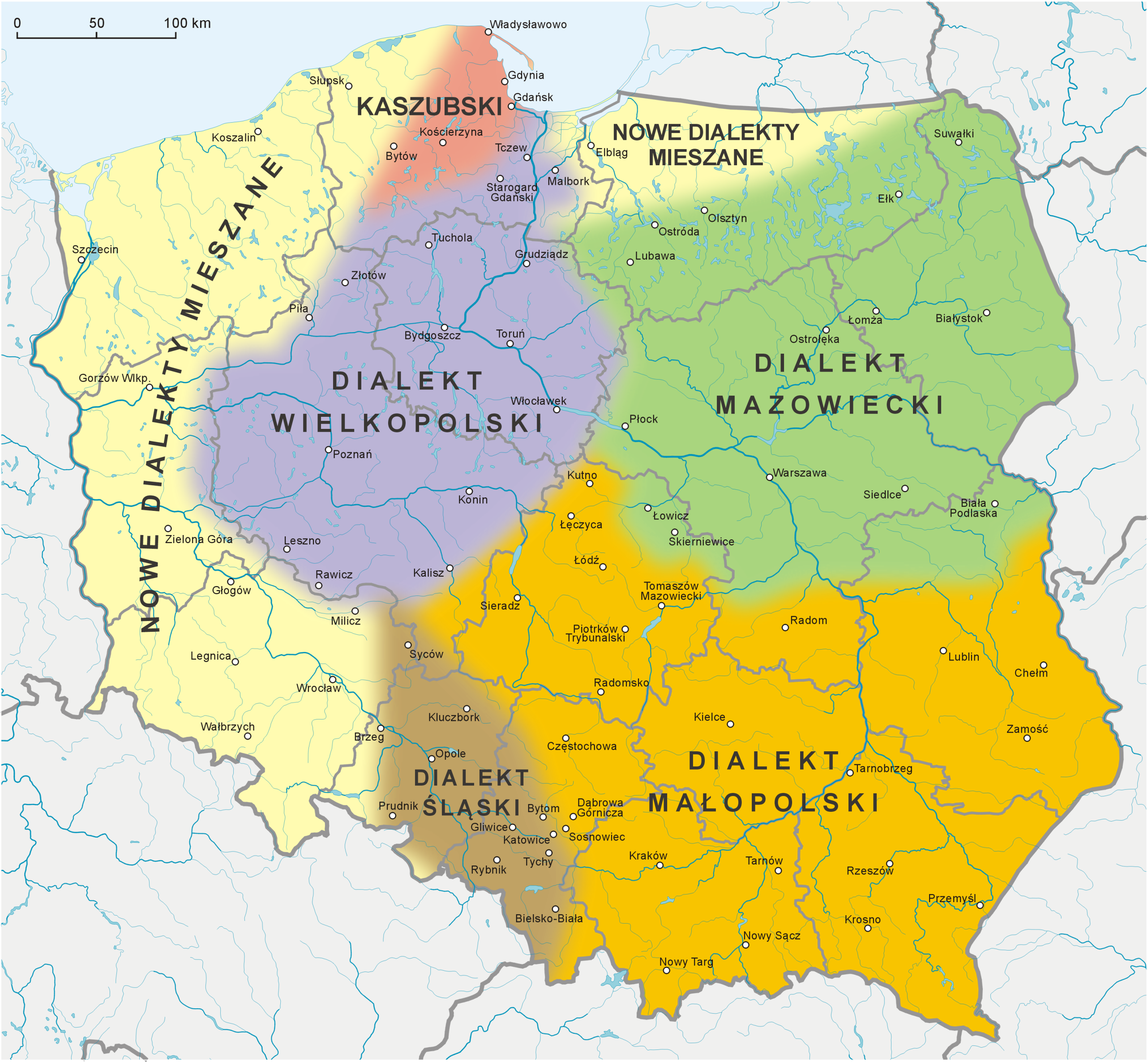
Kleinpolnisch nach Urbańczyk (1968)

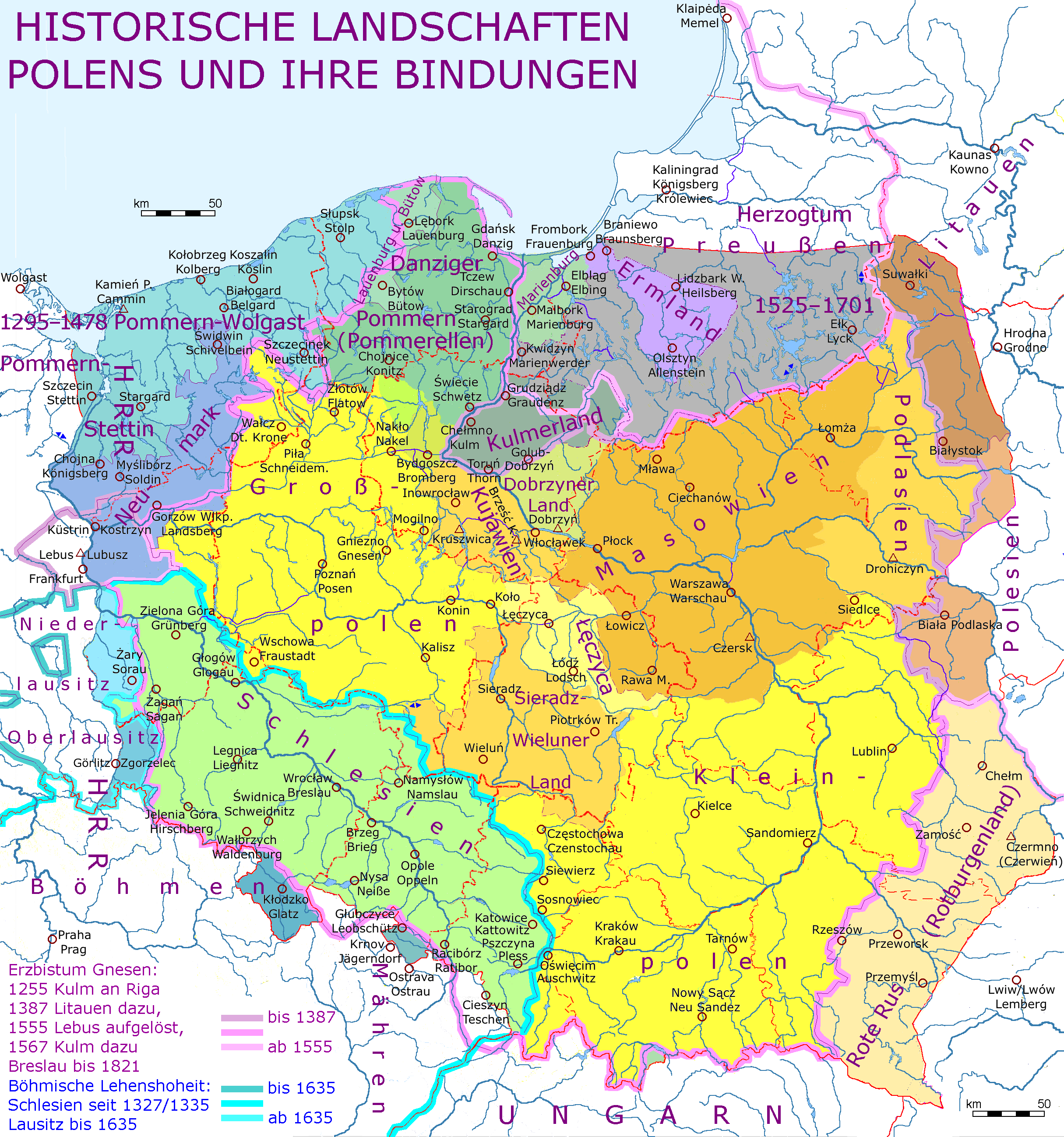
Historische Landschaften in Polen

Die goralischen Dialekte

Das Kleinpolnische, benannt nach der Sprache der Bewohner Kleinpolens und in Łęczyca-Sieradz, ist eine der vier großen Dialektgruppen des Polnischen. Es wird im Süden Polens gesprochen, als Zentrum gilt Krakau. Auf einem kleinpolnischen Substrat basierten die polnische Mundarten Rotrutheniens, von deren der bekannteste der Lemberger Dialekt der ehemals polnischen Stadt Lemberg (polnisch Lwów)  in der Ukraine war.
Gemeinsame Merkmale aller kleinpolnischen Dialekte sind die folgenden:
- Das so genannte „Masurieren“, d. h. die Aussprache von sz als s, von ż als z, von cz als c und von dż als dz (also z. B. sary grau, zona Ehefrau usw.);
- Assimilation von stimmlosen Konsonanten an folgende Sonanten, auch über die Wortgrenze hinweg (daher stammt die charakteristische Aussprache der Endung -śmy als -źmy);
- Veränderung von -ch am Wortende zu -k (na nogak auf den Beinen, Krzan der Meerrettich).

Für einzelne kleinpolnische Dialekte sind u. a. typisch die gute Bewahrung der ursprünglichen Nasale ą und ę in der Gegend um Krakau und die Erstsilbenbetonung in der Region Podhale.
- Kleinpolnische Umgangssprache:
  - Krakauer
  - Beskider
  - Goralisch sind die verschiedenen Mundarten der Goralen in und am Fuße der Karpaten: in Polen am bekanntesten ist der Dialekt von Podhale, in der eine gewisse Menge von Dialektliteratur veröffentlicht wurde; Goralisch wurde auch in der Slowakei gesprochen, wo nach den slowakischen Linguisten sie sich zu einer gemischten slowakisch-polnischen Sprache entwickelten;
  - Saybuscher
  - Ostpolnischer
    - niederostpolnischer und oberostpolnischer